# Nglandung
Nglandung is een bestuurslaag in het regentschap Madiun van de provincie Oost-Java, Indonesië. Nglandung telt 3640 inwoners (volkstelling 2010).